# Білаур
Білау́р (кат. Vilaür) - муніципалітет, розташований в Автономній області Каталонія, в Іспанії. Знаходиться у районі (кумарці) Алт-Ампурда провінції Жирона, згідно з новою адміністративною реформою перебуватиме у складі баґарії Жирона.

## Назва муніципалітету
Хоча здебільшого кінцеве -r у літературній каталанській мові не читається, це місто літературною мовою називається саме Білаур; у діалектній вимові можливо почути Білау́. Назва походить від германського імені Ur, у 1017 р. у письмових джерелах була зафіксова форма Villa Dur, у 1245 р. - Villaurus.

## Населення
Населення міста (у 2007 р.) становить 142 особи (з них менше 14 років - 14,1%, від 15 до 64 - 64,8%, понад 65 років - 21,1%). У 2006 р. народжуваність склала 1 особа, смертність - 3 особи, зареєстровано 0 шлюбів. У 2001 р. активне населення становило 60 осіб, з них безробітних - 6 осіб.

Серед осіб, які проживали на території міста у 2001 р., 105 народилися в Каталонії (з них 49 осіб у тому самому районі, або кумарці), 6 осіб приїхало з інших областей Іспанії, а 4 особи приїхали з-за кордону. 

Університетську освіту має 16% усього населення. 

У 2001 р. нараховувалося 46 домогосподарств (з них 28,3% складалися з однієї особи, 34,8% з двох осіб,10,9% з 3 осіб, 17,4% з 4 осіб, 4,3% з 5 осіб, 2,2% з 6 осіб, 2,2% з 7 осіб, 0% з 8 осіб і 0% з 9 і більше осіб).

Активне населення міста у 2001 р. працювало у таких сферах діяльності : у сільському господарстві - 24,1%, у промисловості - 16,7%, на будівництві - 11,1% і у сфері обслуговування - 48,1%. 

 У муніципалітеті або у власному районі (кумарці) працює 37 осіб, поза районом - 31 особа.

### Безробіття
У 2007 р. нараховувалося 2 безробітних (у 2006 р. - 4 безробітних), з них чоловіки становили 50%, а жінки - 50%.

## Економіка

### Підприємства міста

#### Промислові підприємства
| \| Промислові підприємства міста, за сферою діяльності \| Промислові підприємства міста, за сферою діяльності \| Промислові підприємства міста, за сферою діяльності \| \| Рік \| 2002 р. \| 2001 р. \| \| --------------------------------------------------- \| --------------------------------------------------- \| --------------------------------------------------- \| \| Енергетичні та водні ресурси \| 20% \| 0% \| \| Хімія та метали \| 60% \| 75% \| \| Переробка металів \| 20% \| 25% \| \| Продукти харчування \| 0% \| 0% \| \| Текстиль \| 0% \| 0% \| \| Виробництво меблів, видання \| 0% \| 0% \| \| Інше \| 0% \| 0% \| \| Усього підприємств \| 5 \| 4 \| |         |         |
| Промислові підприємства міста, за сферою діяльності |         |         |
| Рік | 2002 р. | 2001 р. |
| Енергетичні та водні ресурси | 20%     | 0%      |
| Хімія та метали | 60%     | 75%     |
| Переробка металів | 20%     | 25%     |
| Продукти харчування | 0%      | 0%      |
| Текстиль | 0%      | 0%      |
| Виробництво меблів, видання | 0%      | 0%      |
| Інше | 0%      | 0%      |
| Усього підприємств | 5       | 4       |

#### Сфера послуг
| \| Підприємства міста, що працюють у сфері послуг, за діяльністю \| Підприємства міста, що працюють у сфері послуг, за діяльністю \| Підприємства міста, що працюють у сфері послуг, за діяльністю \| \| Рік \| 2002 р. \| 2001 р. \| \| ------------------------------------------------------------- \| ------------------------------------------------------------- \| ------------------------------------------------------------- \| \| Гуртова торгівля \| 0% \| 0% \| \| Готелі та готельний бізнес \| 50% \| 0% \| \| Транспорт та зв'язок \| 0% \| 0% \| \| Посередницькі фінансові послуги \| 0% \| 0% \| \| Послуги підприємствам \| 0% \| 0% \| \| Послуги фізичним особам \| 50% \| 100% \| \| Нерухомість та ін. \| 0% \| 0% \| \| Усього підприємств \| 2 \| 1 \| |         |         |
| Підприємства міста, що працюють у сфері послуг, за діяльністю |         |         |
| Рік | 2002 р. | 2001 р. |
| Гуртова торгівля | 0%      | 0%      |
| Готелі та готельний бізнес | 50%     | 0%      |
| Транспорт та зв'язок | 0%      | 0%      |
| Посередницькі фінансові послуги | 0%      | 0%      |
| Послуги підприємствам | 0%      | 0%      |
| Послуги фізичним особам | 50%     | 100%    |
| Нерухомість та ін. | 0%      | 0%      |
| Усього підприємств | 2       | 1       |

## Житловий фонд
У 2001 р. 4,3% усіх родин (домогосподарств) мали житло метражем до 59 м², 15,2% - від 60 до 89 м², 26,1% - від 90 до 119 м² і
54,3% - понад 120 м².

З усіх будівель у 2001 р. 47,4% було одноповерховими, 51,3% - двоповерховими, 1,3
% - триповерховими, 0% - чотириповерховими, 0% - п'ятиповерховими, 0% - шестиповерховими,
0% - семиповерховими, 0% - з вісьмома та більше поверхами.

## Автопарк
| \| Автомобілі, зареєстровані у місті, за призначенням \| Автомобілі, зареєстровані у місті, за призначенням \| Автомобілі, зареєстровані у місті, за призначенням \| \| Рік \| 2006 р. \| 2005 р. \| \| -------------------------------------------------- \| -------------------------------------------------- \| -------------------------------------------------- \| \| Приватні автомобілі \| 53% \| 53,5% \| \| Мотоцикли \| 6,5% \| 7,1% \| \| Вантажівки \| 25,6% \| 23,9% \| \| Трактори \| 1,8% \| 1,9% \| \| Автобуси та ін. \| 13,1% \| 13,5% \| \| Усього автомобілів \| 168 шт. \| 155 шт. \| |         |         |
| Автомобілі, зареєстровані у місті, за призначенням |         |         |
| Рік | 2006 р. | 2005 р. |
| Приватні автомобілі | 53%     | 53,5%   |
| Мотоцикли | 6,5%    | 7,1%    |
| Вантажівки | 25,6%   | 23,9%   |
| Трактори | 1,8%    | 1,9%    |
| Автобуси та ін. | 13,1%   | 13,5%   |
| Усього автомобілів | 168 шт. | 155 шт. |

## Вживання каталанської мови
У 2001 р. каталанську мову у місті розуміли 98,2% усього населення (у 1996 р. - 99,1%), вміли говорити нею 94,7% (у 1996 р. - 
98,3%), вміли читати 88,5% (у 1996 р. - 97,4%), вміли писати 62,8
% (у 1996 р. - 58,1%). Не розуміли каталанської мови 1,8%.

## Політичні уподобання
У виборах до Парламенту Каталонії у 2006 р. взяло участь 77 осіб (у 2003 р. - 74 особи). Голоси за політичні сили розподілилися таким чином:
| \| Вибори до Парламенту Каталонії \| Вибори до Парламенту Каталонії \| Вибори до Парламенту Каталонії \| \| Рік \| 2006 р. \| 2003 р. \| \| -------------------------------------- \| ------------------------------ \| ------------------------------ \| \| Конвергенція та Єднання (CiU) \| 42,9% \| 48,6% \| \| Соціалістична партія Каталонії (PSC) \| 10,4% \| 14,9% \| \| Народна партія (PP) \| 2,6% \| 2,7% \| \| Ініціатива за зелену Каталонію (IC) \| 24,7% \| 12,2% \| \| Республіканська лівиця Каталонії (ERC) \| 19,5% \| 21,6% \| \| Громадянська партія (C's) \| 0% \| 0% \| \| Інші \| 0% \| 0% \| |         |         |
| Вибори до Парламенту Каталонії |         |         |
| Рік | 2006 р. | 2003 р. |
| Конвергенція та Єднання (CiU) | 42,9%   | 48,6%   |
| Соціалістична партія Каталонії (PSC) | 10,4%   | 14,9%   |
| Народна партія (PP) | 2,6%    | 2,7%    |
| Ініціатива за зелену Каталонію (IC) | 24,7%   | 12,2%   |
| Республіканська лівиця Каталонії (ERC) | 19,5%   | 21,6%   |
| Громадянська партія (C's) | 0%      | 0%      |
| Інші | 0%      | 0%      |